# Unión Salaverry
El Unión Salaverry es un club de fútbol del Perú, del distrito de Uchumayo en la ciudad de Arequipa en el Departamento de Arequipa. Fue fundado el 25 de mayo de 1939 y participa en la Copa Perú.

## Historia
Es el vicedecano del distrito de Uchumayo, por detrás de su acérrimo rival Sport Victoria del Huayco, el primer club fundado de Arequipa, con el cual disputa el Clásico de Uchumayo. 
En este cuadro han recalado jugadores de Unión Minas de Orcopampa e IDUNSA. Si bien FBC Aurora y Sportivo Huracán partirán con el favoritismo mediático, Unión Salaverry, quién fue dirigido por Juvenal Briceño en la Liga Superior de Arequipa 2010, en la cual se ubicó tercero, posteriormente en el 2011 y 2012 el club después de coronarse campeón distrital no pudo pasar la Etapa Provincial, no obstante siempre intenta dar pelea y tentar uno de los cupos a la instancia final del departamento de Arequipa.

## Uniforme
- Uniforme titular: Camiseta azul con visos amarillas, pantalón azul, medias azules.
- Uniforme alterno: Camiseta blanca con visos azules, pantalón blanco, medias blancas.

## Palmarés

### Torneos regionales
- Subcampeón de Liga Provincial de Arequipa: 2009.
- Liga Distrital de Uchumayo (15): 1982, 1983, 1984, 1985, 1987, 1990, 1991, 1992, 1994, 1996, 2000, 2002, 2006, 2014, 2015.